# No pain, no gain
No pain, no gain (traduzido em português como Sem dor, sem ganhos ou Sem dor, sem resultados) é um lema de exercício que promete recompensas de maior valor pelo preço do trabalho árduo e até doloroso. Sob essa concepção, profissionais competitivos, como atletas e artistas, são obrigados a suportar a dor (sofrimento físico) e o estresse (sofrimento mental/emocional) para alcançar a excelência profissional.

## Sobre
Ele ganhou destaque depois de 1982, quando a atriz Jane Fonda começou a produzir uma série de vídeos de exercícios aeróbicos. Nesses vídeos, Fonda usaria "No pain, no gain" e "Feel the burn" como frases de efeito para o conceito de trabalhar além do ponto de sofrer dores musculares.
Expressa a crença de que músculos grandes e sólidos são o resultado de um treinamento intenso. A dor muscular tardia é frequentemente usada como uma medida da eficácia de um treino.
Em termos da expressão usada para o desenvolvimento, o desconforto causado pode ser benéfico em alguns casos, enquanto prejudicial em outros. Dor prejudicial pode incluir dor nas articulações. A dor benéfica geralmente se refere àquela resultante do rompimento das fibras musculares microscópicas, que serão reconstruídas mais densamente, criando um músculo maior.
A expressão foi adotada em uma variedade de atividades esportivas e fitness, desde o início dos anos 80 até os dias atuais. David B. Morris escreveu em The Scientist em 2005: "'No pain, no gain' é uma mini-narrativa moderna americana: comprime a história de um protagonista que entende que o caminho para a conquista só passa por dificuldades". O conceito foi descrito como sendo uma forma moderna de puritanismo.